# Ain't It Funny
Singles de Jennifer Lopez
Play
(2001) I'm Real
(2001)
Ain't It Funny est une chanson de l'artiste américaine Jennifer Lopez issue de son second album studio J.Lo. Elle sort en single le 2001 sous le label Epic Records.

## Classement par pays
| Classement (2001-2002)                  | Meilleure position |
| --------------------------------------- | ------------------ |
| Allemagne (Media Control AG)            | 13                 |
| Australie (ARIA)                        | 3                  |
| Autriche (Ö3 Austria Top 40)            | 16                 |
| Belgique (Flandre Ultratop 50 Singles)  | 8                  |
| Belgique (Wallonie Ultratop 50 Singles) | 5                  |
| Canada (RPM)                            | 12                 |
| Danemark (Tracklisten)                  | 16                 |
| Espagne (PROMUSICAE)                    | 10                 |
| France (SNEP)                           | 13                 |
| Irlande (IRMA)                          | 9                  |
| Italie (FIMI)                           | 17                 |
| Norvège (VG-lista)                      | 9                  |
| Nouvelle-Zélande (RMNZ)                 | 31                 |
| Pays-Bas (Nederlandse Top 40)           | 4                  |
| Royaume-Uni (UK Singles Chart)          | 3                  |
| Royaume-Uni (UK R&B Chart)              | 1                  |
| Suède (Sverigetopplistan)               | 3                  |
| Suisse (Schweizer Hitparade)            | 9                  |

| Classement (2002)                       | Meilleure position |
| --------------------------------------- | ------------------ |
| Allemagne (Media Control AG)            | 18                 |
| Belgique (Flandre Ultratop 50 Singles)  | 16                 |
| Belgique (Wallonie Ultratop 50 Singles) | 24                 |
| Danemark (Tracklisten)                  | 19                 |
| Irlande (IRMA)                          | 8                  |
| Pays-Bas (Nederlandse Top 40)           | 10                 |
| Royaume-Uni (UK Singles Chart)          | 4                  |
| Suisse (Schweizer Hitparade)            | 7                  |
| États-Unis (Hot 100)                    | 1                  |
| États-Unis (R&B/Hip-Hop Songs)          | 4                  |
| États-Unis (Pop Airplay)                | 1                  |

## Vidéo musicale
Le clip a été tourné en avril 2001. en ton sépia et réalisé par Herb Ritts. Il s'ouvre sur Lopez voyageant sur une route où elle rencontre une diseuse de bonne aventure qui lui montre son avenir avec les cartes. Un groupe de femmes gitanes (l'une d'elles jouée par Carmit Bachar, membre des Pussycat Dolls) débarque et transforme Lopez pour qu'elle devienne l'une des leurs. Puis Lopez rencontre un homme (joué par l'acteur mexicain de soap-opéra Eduardo Verástegui) auquel elle n'a pas pu résister, tombant amoureuse de lui. Au milieu de la vidéo, il y a une longue séquence de danse, dans laquelle elle exécute une routine influencée par le flamenco. Finalement, tous les gens présents commencent à danser ensemble, y compris Lopez et son amant. La vidéo a été diffusée pour la première fois la semaine du 2 juillet 2001 à l'international et fin 2001 aux États-Unis.